# Microvenator
Мікровенатор («маленький мисливець») — рід овірапторозаврів-ценагнатид. Найдавніший відомий представник Caenagnathidae й Caenagnathoidea, а також найдавніший знайдений неазійський овірапторозавр. Жив на території Монтани, США, за ранньої крейди.
Голотип (і, наразі, єдиний описаний зразок) складається з фрагментів різних частин скелета молодої тварини. Знайдено його було експедицією очолюваною одним із найвідоміших палеонтологів 20 століття — Барнумом Брауном — 1933 року. Браун помилково відніс до зразка також і зуби дейноніха (насправді ценагнатиди беззубі), назвав його «Megadontosaurus ferox», але так і не опублікував формального опису. Про скам‘янілість було забуто на кілька десятиліть, поки її не було названо Microvenator celer Остромом 1970 року.

## Опис

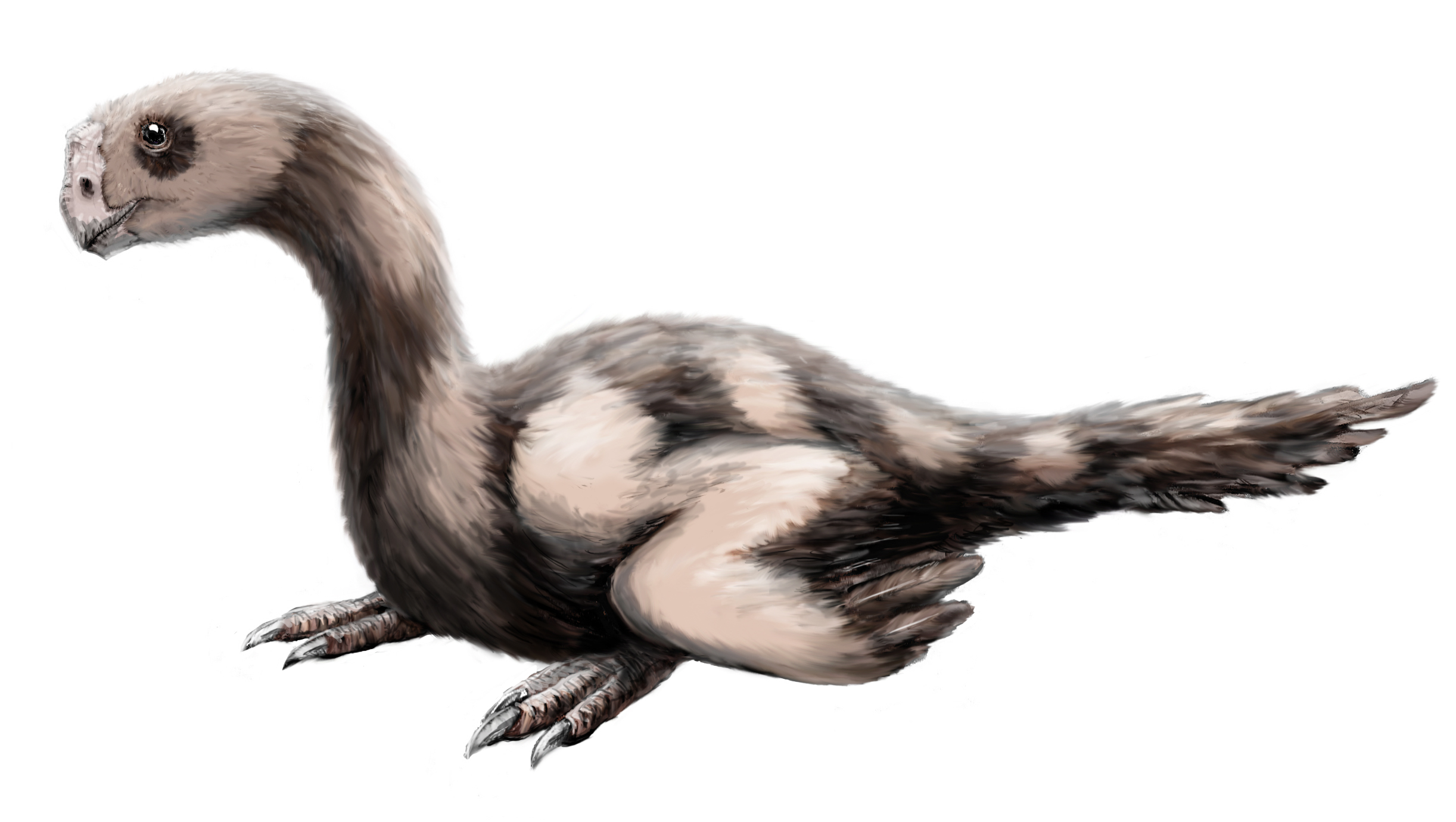
Художня реконструкція

Голотип — доволі невелика тварина, можливо, близько 1,3 метра завдовжки. Втім, розмір дорослих особин залишається невідомим.
Makivicky та Sues (1998) перечислили такі діагностичні характеристики мікровенатора:
- Тіла спинних хребців мають ширину більшу за висоту
- Тіла хвостових хребців мають ширину більшу за висоту
- Додатковий вертлюг
- Заглиблення на проксимомедіальній частині лобкової кістки[1].

## Палеосередовище
Скам'янілості мікровенатора надзвичайно рідкісні, на цей час був описаний лише один типовий екземпляр, ймовірно, через відсутність зубів і крихкі кістки. Мікровенатор співіснував з такими відомими динозаврами, як Deinonychus, Sauropelta та Acrocanthosaurus у хаймському відділі формації Кловерлі.